# Периплазматическое пространство
Периплазмати́ческое простра́нство — обособленный компартмент клеток грамотрицательных бактерий. Периплазматическое пространство представляет собой пространство, заключённое между плазматической и внешней мембранами. Содержимое периплазматического пространства называется периплазмой. Долгое время считалось, что у грамположительных бактерий аналога периплазмы нет, однако с помощью криоэлектронной микроскопии удалось установить, что очень узкое периплазматическое пространство между слоем пептидогликана и клеточной мембраной есть и у них.
Термин «периплазма» предложил Питер Митчелл в начале 1960-х годов. 

## Структура и функции
Периплазма представляет собой гелеобразный матрикс, состоящий из белков и особых олигосахаридов, которые называют осморегулируемые периплазматические глюканы. В ней также находятся промежуточные соединения для обновления пептидогликанового слоя, внешней мембраны, капсулы и чехлов (если они имеются). В периплазму поступают субъединицы жгутиков и пилей. Таким образом, периплазма задействована в метаболических процессах, эндогенной регуляции и ответе на условия внешней среды.
Среди белков периплазмы присутствуют ферменты, связывающие белки, транспортные белки и шапероны. Среди периплазматических ферментов выделяют тиол:дисульфид-оксидоредуктазы, которые участвуют в образовании или разрыве дисульфидных связей. Кроме того, периплазма содержит разнообразные гидролазы. К их числу относятся фосфогидролазы, действующие на олигонуклеотиды, гидролазы олигопептидов и олигосахаридов. В периплазме всегда имеется щелочная протеаза. Все эти ферменты задействованы в катаболизме и расщепляют на простые молекулы те питательные вещества, для которых в клеточной мембране нет специальных переносчиков. Кроме того, в периплазме имеются автолизины, расщепляющие на пептидогликан. Они задействованы в клеточном делении и обновлении пептидогликанового слоя. 
Связывающие белки периплазмы взаимодействуют с разнообразными органическими молекулами, которые попадают в периплазму через порины. Существуют связывающие белки для дипептидов, аспартата, рибозы и галактозы, мальтозы, мальтодекстрина и глюкозы. Имеется также хеморецепторы для серина, которые входят в состав двухкомпонентной системы.
Белки-переносчики периплазмы осуществляют доставку интегральных белков к внешней мембране. Шапероны периплазмы обеспечивают фолдинг секретируемых белков. Например, шапероны периплазмы укладывают экзофермент пуллуланазу и субъединицы пилей.
Специфичные для периплазмы олигосахариды выявлены пока только у некоторых α-протеобактерий. Эти олигосахариды состоят из 5—40 мономеров глюкозы, соединённых β-гликозидными связями. Они могут иметь разветвлённую линейную, разветвлённую или неразветвлённую кольцевую структуру. Их концентрация в периплазме увеличивается при уменьшении осмолярности окружающей среды. Синтез этих олигосахаридов происходит в цитоплазме, их транспорт в периплазму осуществляют специализированные белки.